# Мансырев, Файзулла Саитович
Мансырев Файзулла Саитович (Мансырев Михаил Савельевич ) — советский партийный, государственный и хозяйственный деятель, участник революционного движения в Петрограде, участник Гражданской войны. 

## Биография
Мансырев Файзулла Саитович родился в 1882 году в семье крещёных татар. Член РСДРП (б) с октября 1903 года.
До 1905 работал на Трубочном заводе в Санкт-Петербурге, который находился в ведении Главного артиллерийского управления и был одним из самых крупных в городе по численности рабочих. В 1905-1911 служил в армии. После демобилизации работал на телефонной фабрике Эриксона (Выборгский район Санкт-Петербурга), где продолжил свою революционную деятельность. 
После Февральской революции 1917 руководил районной дружиной милиции, входил в состав заводского комитета, избирался председателем заводской, а потом и районной расценочных комиссий.
В апреле 1917 года на выборах в районную Выборгскую думу выдвинут кандидатом от завода Эриксона. Вошёл в состав исполнительного органа думы – районной управы, где ему поручают организацию хозяйства Выборгского района.
В октябре 1917 состоял в отряде Красной гвардии, который блокировал Михайловское и Владимирское юнкерские училища с целью разоружения юнкеров.
Осенью 1919 сражался против войск Юденича под Петроградом. Командовал коммунистическим отрядом. Был комиссаром Башкирской группы войск. С февраля 1920 года член революционного военного трибунала Башкирской группы войск. 
16 июня Башкирский военно-революционный комитет в полном составе во главе с его председателем А.А.Валидовым ушёл в отставку из-за разногласий со ВЦИК и СНК РСФСР о юридическом статусе Башкирской АССР в составе РСФСР.   
По указанию Москвы был образован Башревком 2-го состава,  председателем которого 26 июня 1920 года был избран Мансырев, срочно направленный в Башкирию.  
25-28 июля 1920 в Стерлитамаке состоялся 1-й съезд Советов Башкирской АССР, на котором БашВРК был ликвидирован с передачей полномочий Башкирскому центральному исполнительному комитету и Совету народных комиссаров Башкирской АССР. Мансырев участвовал в подготовке 1-го Всебашкирского съезда Советов и был делегатом этого съезда.   
С 28 июля 1920 года заместитель председателя Президиума БашЦИК и СНК БАССР, с 12 октября 1920 года по июнь 1921 председатель БашЦИК.   
Состоял в Президиуме Башкирского областного комитета РКП (б). 
Участник подавления Бурзян-Тангауровского восстания 1920 года. Был сторонником применения карательных мер против восставших.  
С 1921 представитель правительства Башкирской республики при Наркомате по делам национальностей РСФСР (Москва).
По мнению историка М.М.Кульшарипова Мансырев был некомпетентен в башкирских делах .
В 1930-е работал в системе ВСНХ СССР. Имел отношение к развитию подшипниковой промышленности. 
По состоянию на 1949 год числился руководителем лаборатории горячей раскатки колец Первого государственного подшипникового завода им. Г.Л.Кагановича (Москва). 
Умер в 1956 году. 

## Награждения
Сталинская премия третьей степени (1950) — за разработку и внедрение в промышленность новых методов изготовления подшипниковых колец способом горячей раскатки (групповое награждение) .

## Воспоминания
Мансырев М.С. Воспоминания о работе большевиков завода "Эриксон" в 1911-1917 гг., о забастовках рабочих завода в 1912 и 1913 гг., о работе начальником дружины милиции и председателем расценочной комиссии Выборгского района в 1917 году. ЦГАИПД СПб. Фонд Р-4000. Опись 5-1. Дело 1060. Записаны в 1933.

## Интересные факты
В Башкирию впервые приехал в 1920. На местный манер называл себя Мансуров Файзулла Саитович . Позднее вернул себе русское имя, отчество и фамилию.
Личные дела Мансырева Михаила Савельевича хранятся в Центральном государственном архиве историко‑политических документов Санкт‑Петербурга и Российском государственном архиве экономики,